# Epes
Epes est un village du comté de Sumter, en Alabama, aux États-Unis. Sa population en date de l'an 2000 était de 206 habitants.

## Géographie
Epes est situé près de Jones Bluff, qui donne sur la rivière Tombigbee. Le village est situé au coordonnées 32° 41' 26" N 88° 7' 27" W. Le village a une superficie de 1,9 mile carré (4,9 km2).

## Histoire
Epes trouve ses origines avec le fort Tombeche l'une des plus importantes fortifications construites sous le règne du roi de France Louis XIV au début du XVIIIe siècle.
En janvier 1736, Jean-Baptiste Le Moyne, Sieur de Bienville, le gouverneur de Louisiane, recruta un officier suisse pour, avec le Français Joseph Christophe de Lusser, construire un fort sur la rivière Tombigbee. Le fort a été construit au sommet d'une falaise de 80 pieds, il avait pour but de soutenir la campagne contre les indiens Chickasaws. Bienville a visité le site en avril de la même année et a pris la direction de la construction. Après un séjour de 26 ans, durant lesquels le Français a utilisé le fort pour stopper l'expansion anglaise en Louisiane et pour consolider les relations de la France avec les indiens Choctaws, les plus puissants alliés des Français dans la région, la France a cédé le fort ainsi que la plupart de son territoire nord-américain aux Britanniques comme le dit le traité de Paris. Les Anglais l'ont rebaptisé fort York, mais il a été inoccupé jusqu'en 1766, lorsque les hostilités ont repris entre les indiens Choctaws et Creek. 
Ensuite les Britanniques ont abandonné le fort, le laissant aux Choctaws qui 1792, l'ont cédé aux Espagnols dans le cadre du traité de Bonfouca. Les Espagnols ont choisi de bâtir une plus petite structure, en terre qu'ils ont nommé fort Confederacion. La construction a été achevée en 1796, à temps pour apporter un soutien aux Espagnols durant la guerre anglo-espagnole. Le traité de San Lorenzo céda le fort et le territoire espagnol aux dessus du 31e parallèle aux États-Unis, cela marqua la fin de la période coloniale en Alabama.

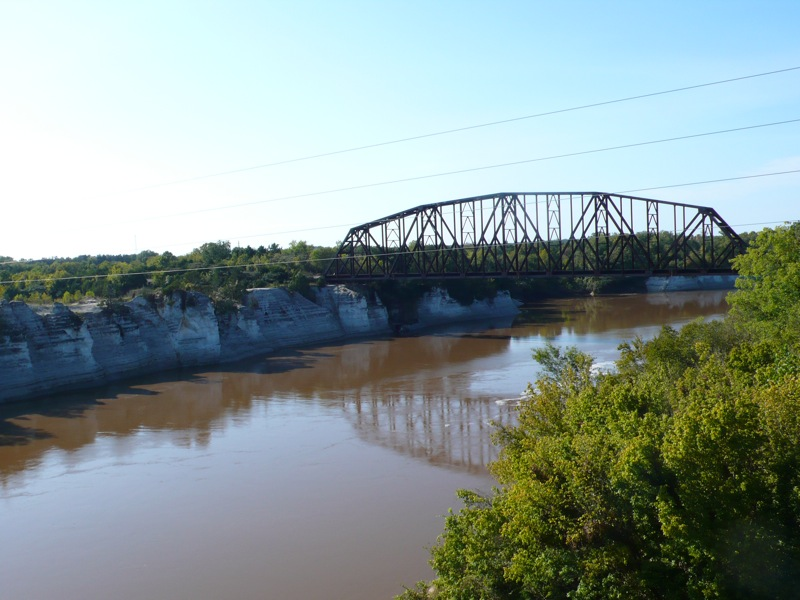
Traversée de la voie navigable Tenn-Tom à Epes, Alabama (pont ferroviaire vu du pont de la US Route 11)

## Démographie
Lors du recensement de 2000, on a relevé 206 habitants, 80 ménages et 46 familles habitant dans la ville. La densité de population est de 107,1 personnes par mile carré (41,4 /km2)
| 1880 | 1900 | 1910 | 1920 | 1930 | 1940 | 1950 | 1960 |
| ---- | ---- | ---- | ---- | ---- | ---- | ---- | ---- |
| 53   | 331  | 374  | 722  | 362  | 328  | 342  | 337  |

| 1970 | 1980 | 1990 | 2000 | 2010 | - | - | - |
| ---- | ---- | ---- | ---- | ---- | - | - | - |
| 293  | 399  | 267  | 206  | 192  | - | - | - |